# Mogán
Mogán is een plaats en gemeente in de Spaanse provincie Las Palmas in de regio Canarische Eilanden met een oppervlakte van 171 km². Mogán telt 21.049 inwoners (1 januari 2016). De gemeente ligt in het zuidwesten van het eiland Gran Canaria. Tot de gemeente behoren naast de gelijknamige plaats en enkele bergdorpen onder meer de toeristische kustplaatsen Arguineguín, Puerto de Mogán en Puerto Rico.
De plaats Mogán ligt tussen de bergen, op ongeveer 12km van de kust en de havenplaats Puerto de Mogán. De nauwe straatjes in het oude centrum komen uit de bij de kerk uit 1814. Op de vruchtbare gronden in de gemeente worden verschillende vruchten verbouwd, waaronder citroenen, mango's en bananen. Het toerisme is een belangrijke inkomstenbron voor Mogán, vanwege de toeristische badplaatsen die onder de gemeente vallen. 

## Afbeeldingen

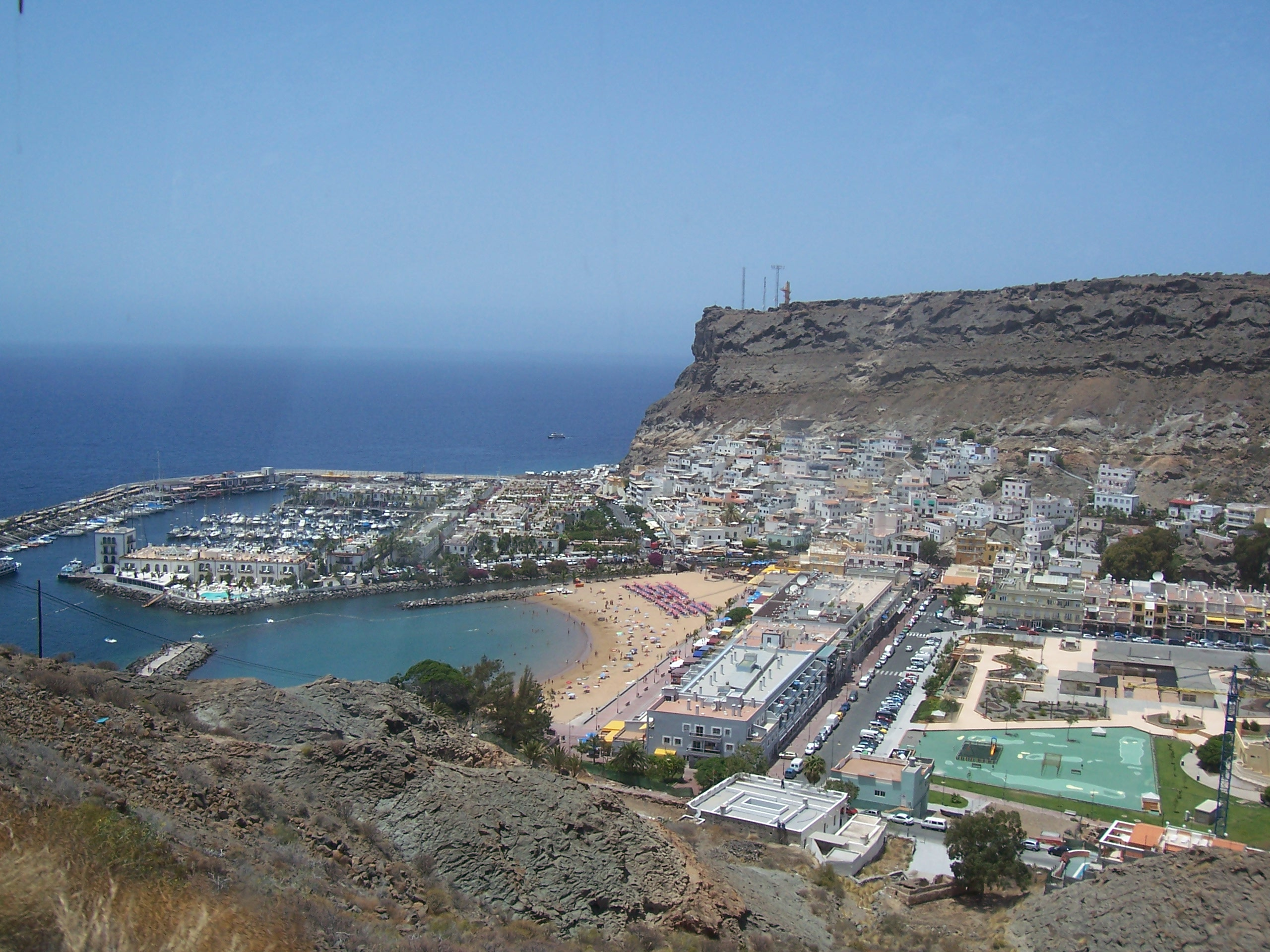
Puerto de Mogán
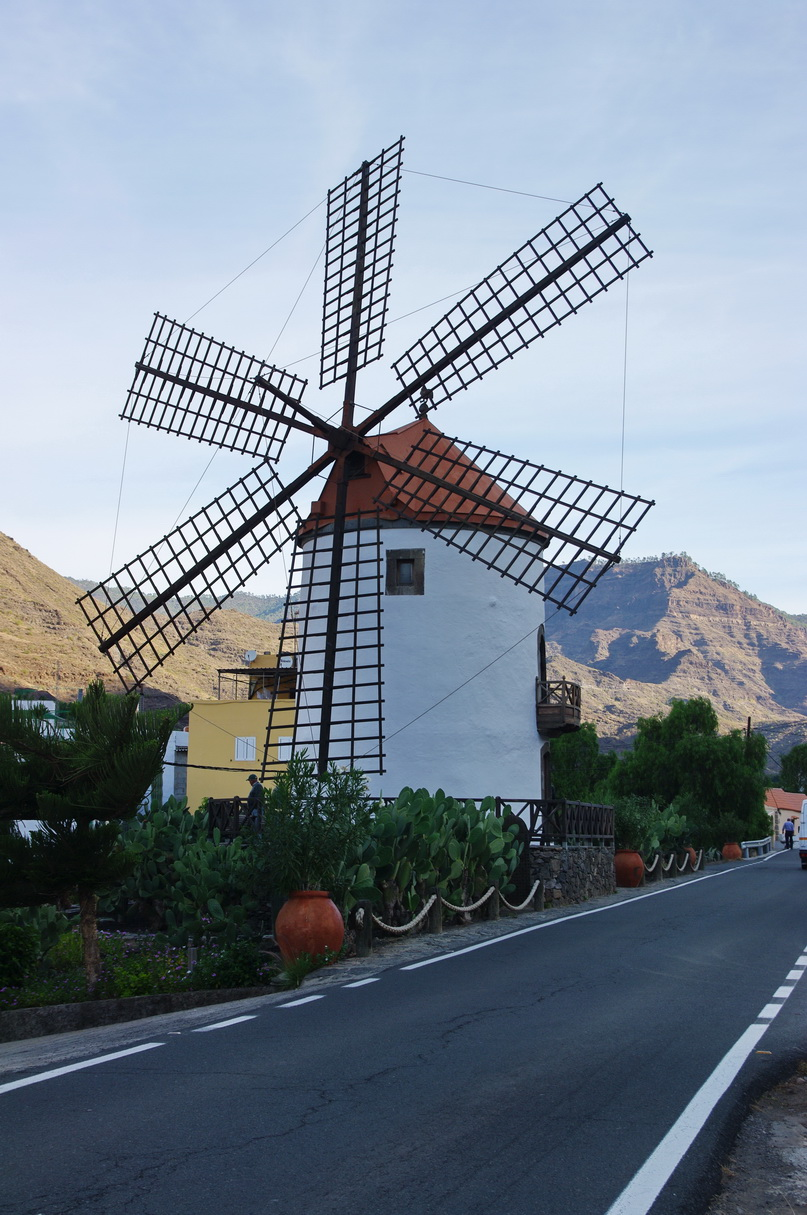
Windmolen in het binnenland bij Mogán
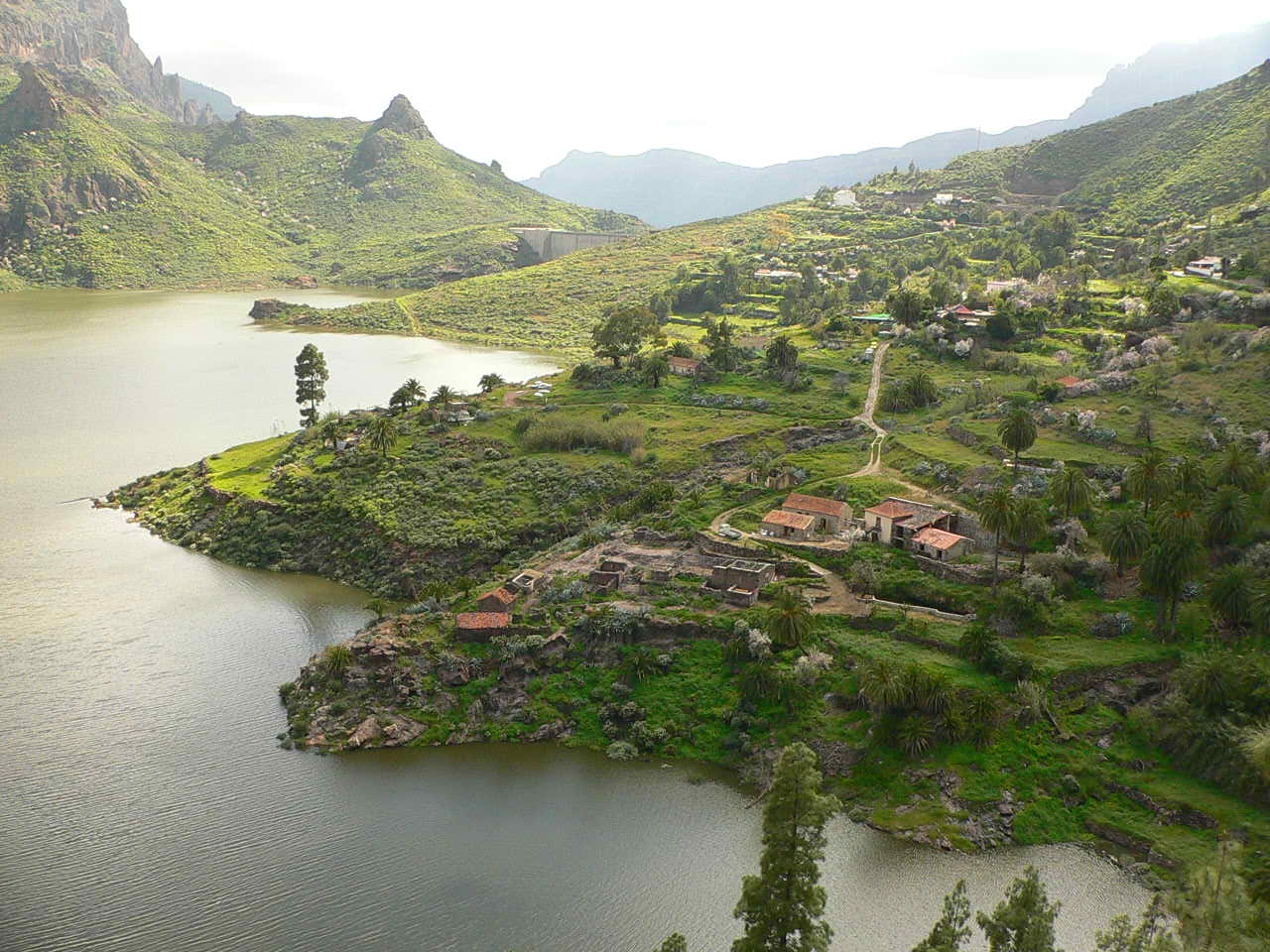
Stuwmeer Presa de Soria
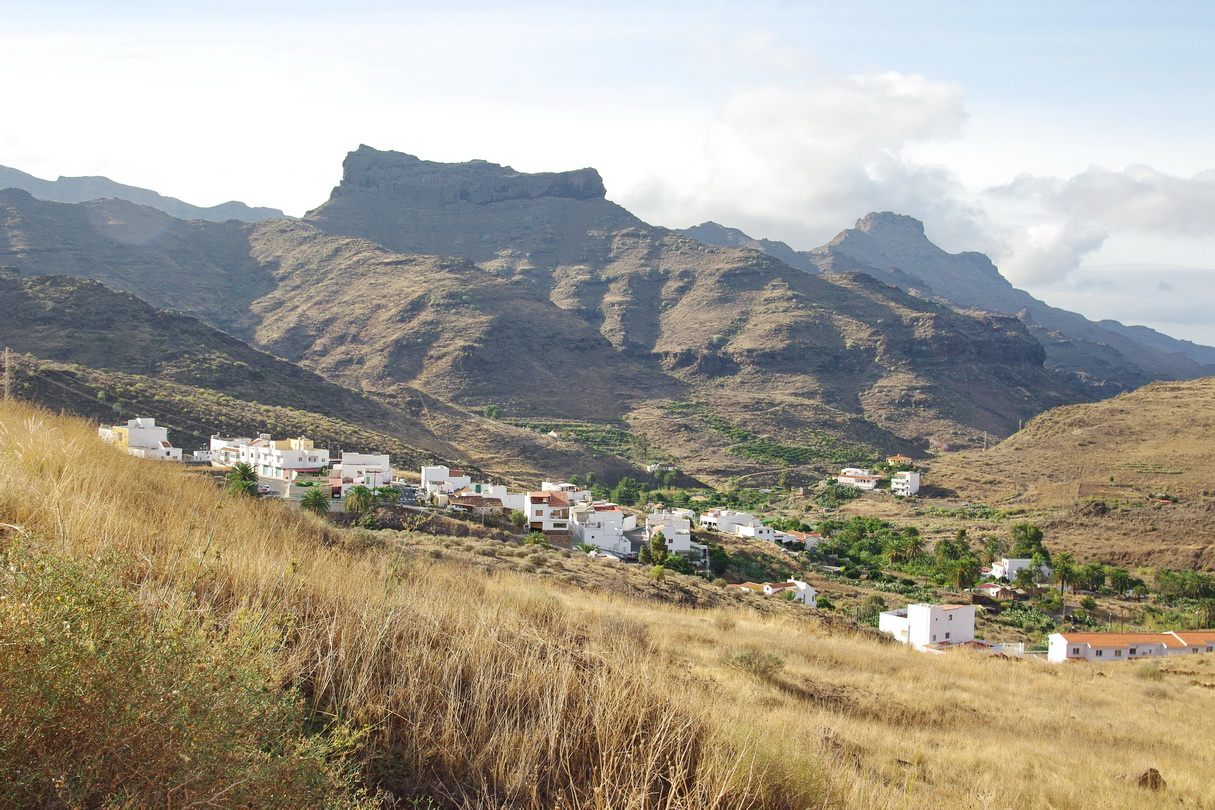
Dorp Veneguera, gemeente Mogán

## Demografische ontwikkeling
Bron: INE; 1857-2011: volkstellingen
Hoofdstad: Las Palmas de Gran Canaria

Gemeenten / gemeentelijke hoofdsteden: Agaete · Agüimes · Artenara · Arucas · Firgas · Gáldar · Ingenio · La Aldea de San Nicolás · Mogán · Moya · San Bartolomé de Tirajana · Santa Brígida · Santa Lucía de Tirajana · Santa María de Guía de Gran Canaria · Tejeda · Telde · Teror · Valleseco · Valsequillo de Gran Canaria · Vega de San Mateo

Overige plaatsen: Arguineguín · Fataga · Maspalomas · Playa del Inglés · Puerto de las Nieves · Puerto de Mogán · Puerto Rico · San Agustín